# Die Stille (Roman)
Die Stille (englischer Originaltitel: The Silence) ist ein Roman des amerikanischen Schriftstellers Don DeLillo. Er erschien im Jahr 2020 bei Charles Scribner’s Sons. Im selben Jahr veröffentlichte Kiepenheuer & Witsch die deutsche Übersetzung von Frank Heibert. Aus der Sicht von fünf Menschen in New York wird ein großflächiger Blackout, der abrupte Ausfall aller elektrischen Systeme, geschildert.

## Inhalt
Es ist der Super Bowl Sunday des Jahres 2022, der Tag des Endspiels der NFL im American Football. Jim Kripps, ein unauffälliger Schadensregulierer einer Versicherung, und seine Frau Tessa Berens, eine Dichterin von karibisch-europäisch-asiatischer Herkunft, befinden sich auf dem Rückflug von einem Urlaub in Paris zum Flughafen Newark in New Jersey. Sie vertreiben sich die Zeit unterschiedlich: Tessa hält die Reiseerlebnisse in einem Notizheft fest, um sich der Erinnerungen zu vergewissern. Jim liest die technischen Daten eines Flugmonitors ab. Es entspinnt sich eine Diskussion über die Entdecker Fahrenheit und Celsius, und Tessa hat den kurzen Triumph, sich ohne digitale Hilfsmittel an den Vornamen des Letzteren zu erinnern. Da fallen schlagartig die Systeme aus und das Flugzeug gerät in Turbulenzen.
Max Stenner, ein begeisterter Anhänger von Sportwetten, und seine Frau Diane Lucas, eine emeritierte Physikprofessorin, richten in ihrer Wohnung in Manhattan eine Super-Bowl-Party aus, zu der nur ein Gast erschienen ist: Martin Bekker, ein früherer Student Dianes, der inzwischen Lehrer an einer High School in der Bronx ist. Als der Strom ausfällt und die TV-Übertragung des Sportereignisses abbricht, kann Max sich nicht von dem schwarzen Bildschirm abwenden. Kurzerhand kommentiert er selbst einen fiktiven Spielverlauf. Diane dagegen redet über eine gemeinsame Reise nach Rom und die religiösen Darstellungen in den Kirchen, die sie beeindruckt haben. Und sie fühlt sich erotisch angezogen von Martins nüchtern-fachlichem Vortrag über Albert Einsteins Manuskript zur Speziellen Relativitätstheorie.
Mit Verspätung kommen die beiden ausgebliebenen Gäste doch noch: Es handelt sich um Jim und Tessa, die die Bruchlandung überlebt haben und Jims Kopfwunde in einer notdürftig mit einem Stromaggregat betriebenen Klinik haben behandeln lassen, ehe sich ihre Anspannung auf der Kliniktoilette in einem spontanen Geschlechtsverkehr entladen hat. Da der Verkehr in Manhattan zum Erliegen kommt, als die Menschen auf die Straßen strömen und zu randalieren beginnen, übernachten sie bei ihren Freunden. Max verlässt die Wohnung und redet zum ersten Mal mit den Nachbarn ihres Wohnkomplexes, die sich ebenso versuchen, einen Reim auf die Situation zu machen. Martin doziert nun immer mehr mit der Stimme Einsteins und wechselt zu Katastrophen- und Verschwörungstheorien: vom Dritten Weltkrieg über eine Cyberattacke bis zum gesellschaftlichen Umbau durch Eliten. Er redet von Seuchen, Drohnen, Kryptowährungen, Mikroplastik und implantierten Telefonen. Diane wartet nur, dass er von einem redet, doch als er auf ihre Aufforderung hin seine Hose herunterlässt, schwindet ihre Erregung und sie weist ihn ab. Am Ende bleiben alle in ihrem Monolog verhaftet. Diane zitiert ratlos aus Finnegans Wake, Martin hat die Erkenntnis, dass das Individuum nichts sei und er erwägt den Freitod, Max trinkt und starrt auf den schwarzen Bildschirm.

## Rezeption
DeLillo hat seinen Kurzroman Die Stille, trotz einer eingebauten Reminiszenz auf die hinter der Handlungsgegenwart liegende COVID-19-Pandemie, vor der Pandemie geschrieben. Während der Corona-Verweis in der deutschen Übersetzung von Frank Heibert vorhanden ist, wurde er in der englischen Ausgabe nach Vorabdrucken noch getilgt. DeLillo behauptete, ihn nie geschrieben zu haben, da er ihm „zu zeitgenössisch“ sei. Trotzdem wurde der Roman häufig vor dem Hintergrund der Pandemie verstanden, so schrieb etwa der deutsche Verlag Kiepenheuer & Witsch von „verblüffenden Parallelen zur aktuellen Situation“. Auch Dorothea Westphal findet in dem Kammerspiel „beklemmende Parallelen zu Lockdown-Szenarien“. Andreas Platthaus hält dem entgegen: „DeLillo interessiert gerade nicht die Abgeschlossenheit, sondern die Öffnung, die alle fünf Akteure unter dem Druck der Ereignisse vollziehen.“
Aufgrund der – vom Veröffentlichungszeitpunkt gerechnet – in der Zukunft liegenden Handlungszeit wurde DeLillos Roman als Science-Fiction eingeordnet, „allerdings nur einen Gedankensprung vom prekären Jetzt entfernt“, wie Dominik Kamalzadeh betont, oder als Dystopie, die aber laut Susan Vahabzadeh „doch irgendwie hoffnungsvoll“ endet. Peter Körte widerspricht: „DeLillo hat ja keine Science-Fiction geschrieben. Er erzählt im Potentialis von der Fragilität unserer Welt.“ In dem schmalen Roman gibt es für Judith von Sternburg keinen Raum für Erklärungen der eingetretenen Katastrophe, sondern nur für eine erste Reaktion, und die sei „ein Reden, Reden und Reden“, das der Leser aushalten müsse. Dabei redeten die Figuren „kein dummes Zeug“ und hätten doch gleichzeitig keine Ahnung, was los sei. Laut Westphal sprechen die Figuren, aber sie unterhalten sich nicht. Angesichts der Katastrophe verbleibe jeder in seiner eigenen Welt, „jede Person so selbstverständlich abgekapselt“. Ungewöhnlich theatralisch mündet der Roman für Platthaus in ein „bühnenartiges Finale, bei dem jeder der fünf Protagonisten einen Schlussmonolog über seinen (buchstäblichen) Blick auf die Welt hält.“
Angela Schader liest im Roman „eine kollektive Disruption […] im Rahmen eines kammerspielhaft verschlankten Szenarios“. Die Figuren des Romans findet Vahabzadeh allerdings „leere Hüllen“, was kontraproduktiv sei, um aufzuzeigen, „was vom Menschen übrig bleibt“.  Dabei legt DeLillo „weder auf Handlungsbögen noch auf Figurentiefe auch nur irgendwie Wert“, wie René Hamann betont. Die Themen der Zeit tippe er an, vertiefe sie aber nicht und konzentriere sich ganz auf „den stark komprimierten typischen DeLillo-Sound, den man auch selbstimitierend finden kann.“ Kamalzadeh liest „Sätze wie Mantras“ in einem „Buch über den Untergang einer Menschheit, die zu spät realisiert, dass sie sich den falschen Götzen anvertraut hat“. Allerdings entwirft DeLillo laut Vahabzadeh „kein Gemälde von der Gesellschaft danach“, sondern „eine Momentaufnahme, einen Augenblick der tiefen Erschütterung.“
Platthaus sieht Die Stille – nicht nur dem Titel nach – als „Komplementärbuch“ zum Klassiker Weißes Rauschen aus dem Jahr 1985. Vahabzadeh führt aus, dass DeLillo damals von Menschen geschrieben habe, die sich von ihrer Steuerung von außen nicht befreien können. In Die Stille fällt die Außenwelt hingegen plötzlich weg. Hamann liest den Roman als typisches Werk des „Großmeister[s] der New Yorker Postmoderne“ und einen würdigen Abschluss seines Gesamtwerks: „ein Unterbrechen der Stille, ein Thematisieren der Stille, eine Vorausschau auf die endgültige Stille.“ Als DeLillos Lehre formuliert er: „Die Welt wird schon irgendwie weitermachen, selbst wenn sie in eine Katastrophe fällt. Solange gesprochen wird, werden Wörter anfallen, die dann aufgeschrieben werden müssen.“

## Ausgaben
- Don DeLillo: The Silence. Scribner, New York 2020, ISBN 978-1-9821-6455-3.
- Don DeLillo: Die Stille. Aus dem amerikanischen Englisch von Frank Heibert. Kiepenheuer & Witsch, Köln 2020, ISBN 978-3-462-00128-0.
- Don DeLillo: Die Stille. Gelesen von Christian Brückner. Argon, Berlin 2020, ISBN 978-3-8398-7134-8.